# Сантарен (микрорегион)

Сантарен на карте.

Сантарен (порт. Microrregião de Santarém) — микрорегион в Бразилии, входит в штат Пара. Составная часть мезорегиона Байшу-Амазонас. Население составляет 484 523 человека (на 2010 год). Площадь — 92 474,335 км². Плотность населения — 5,24 чел./км².

## Демография
Согласно сведениям, собранным в ходе переписи 2010 г. Национальным институтом географии и статистики (IBGE), население микрорегиона составляет:
| Полное население                             | Полное население                             | Полное население                             | Полное население                             | 484 523 |
| -------------------------------------------- | -------------------------------------------- | -------------------------------------------- | -------------------------------------------- | ------- |
| в том числе:                                 | Городское население                          | 294 523                                      | Процент городского населения, %              | 60,79   |
|                                              | Сельское население                           | 190 000                                      | Процент сельского населения, %               | 39,21   |
|                                              | Мужское население                            | 244 092                                      | Процент мужского населения, %                | 50,38   |
|                                              | Женское население                            | 240 431                                      | Процент женского населения, %                | 49,62   |
| Плотность населения, чел/км²                 | Плотность населения, чел/км²                 | Плотность населения, чел/км²                 | Плотность населения, чел/км²                 | 5,24    |
| Население микрорегиона в % к населению штата | Население микрорегиона в % к населению штата | Население микрорегиона в % к населению штата | Население микрорегиона в % к населению штата | 6,39    |

## Статистика
- Валовой внутренний продукт на 2003 год составляет 1 488 116 766,00 реалов (данные: Бразильский институт географии и статистики).
- Валовой внутренний продукт на душу населения на 2003 год составляет 3344,84 реалов (данные: Бразильский институт географии и статистики).
- Индекс развития человеческого потенциала на 2000 год составляет 0,716 (данные: Программа развития ООН).

## Состав микрорегиона
В составе микрорегиона включены следующие муниципалитеты:
1. Аленкер
2. Белтерра
3. Куруа
4. Можуи-дус-Кампус
5. Монти-Алегри
6. Плакас
7. Праинья
8. Сантарен